# Kaoru Takayama
Kaoru Takayama (jap. 髙山 薫, Takayama Kaoru; * 8. Juli 1988 in Kawasaki, Präfektur Kanagawa) ist ein japanischer Fußballspieler.

## Karriere
Kaoru Takayama erlernte das Fußballspielen in der Jugendmannschaft von Kawasaki Frontale sowie in der Universitätsmannschaft der Senshū-Universität. Seinen ersten Profivertrag unterschrieb er 2011 bei Shonan Bellmare. Der Verein aus Hiratsuka, einer Großstadt im Süden der Präfektur Kanagawa, spielte in der zweithöchsten japanischen Liga, der J2 League. 2012 wurde er mit dem Club Vizemeister der J2 und stieg in die erste Liga auf. Nach einer Saison in der J1 League musste der Verein Ende 2013 wieder den Weg in die Zweitklassigkeit antreten. Nach dem Abstieg verließ er den Verein und schloss sich 2014 Kashiwa Reysol, einem Erstligisten aus Kashiwa, an. Nach einem Jahr unterschrieb er Anfang 2015 wieder einen Vertrag bei seinem ehemaligen Club und Erstligaaufsteiger Shonan Bellmare. Ende 2016 stieg er wieder mit dem Club in die zweite Liga ab. In der darauffolgenden Saison wurde Shonan Meister der J2 und stieg direkt wieder in die erste Liga auf. 2018 nahm ihn der Erstligist Ōita Trinita aus Ōita unter Vertrag. Im Juli 2021 wechselte er auf Leihbasis zum Zweitligisten SC Sagamihara. Mit dem Verein aus Sagamihara belegte man am Saisonende 2021 den 19. Tabellenplatz und stieg in die dritte Liga ab. Nach der Ausleihe wurde er von Sagamihara im Februar 2022 fest unter Vertrag genommen.

## Erfolge
Shonan Bellmare
- J2 League: 2017
- J.League Cup: 2018